# Georg Holtzendorff
Graf Georg Holtzendorff (també escrit Holzendorff) fou un pintor de Saxònia, especialista en pintura de paisatges, figurines i putti que es va exiliar a Anglaterra a causa de la Guerra francoprussiana.

## Obres
Holtzendorff va treballar per la Royal Crown Derby, una empresa de porcellana, i dibuixà esbossos que representaven el paisatge de Derbyshire que posteriorment foren aplicats sobre aquest material. El seu treball principal fou la decoració del Gladstone Dessert Service, presentat pel Working Men's Club and Institute Union de Derby al Primer Ministre del Regne Unit, William Ewart Gladstone, el 1883. Una aquarel·la de Holtzendorff (circa 1882), amb una vista de Becket Street, a Derby, amb el Derby Museum and Art Gallery al fons, és l'únic estudi sobre paper que queda relacionat amb el Gladstone Service.